# 陳啓村
陳啓村（1963年—），臺南市七股區人，臺灣木雕工藝家。2020年國家工藝成就獎得主，作品風格融合傳統與現代美學。

## 生平

### 早年生活與家庭
陳啓村父母親皆從事鹽業相關工作。小學時因父親在公務單位工作，因而就讀鹼安國小，班上除了陳啟村外其餘皆為外省小孩，因外省老師口音嚴重影響其課業學習，轉而藉由畫畫塗鴉找到學習樂趣。
陳啟村家中共有七個手足，排行老么，加上母親生病，家中經濟困頓，自知未來升學困難，國小畢業前在與父親詳聊後，因受布袋戲文化影響，立志投入雕刻學習。畢業後，在伯父的引薦下到台南「光華佛像雕刻店」成為學徒，經過學徒階段四年三個月的學習後，正式出師。之後進「人樂軒」佛像雕刻店從粗坯師傅開始再晉升到粗坯頭手（首席之意），並開始蒐集台灣寺廟神佛像資料。退伍後，開始素描、繪畫、雕塑、現代藝術等西方美學之學習。

### 創作風格及影響
擅長傳統神像雕塑，進而成為福州派粧佛具代表性的匠師之一，師承福州派林依水師傅而後至著名佛具店「人樂軒」接受林利銘師傅培育，掌握粧佛雕刻、漆、粉線裝飾，反映府城福州派粧佛藝術特色。以傳統木雕技法為基礎並吸納現代藝術，以減法刀工刻劃人物之神韻、姿態，以加法多面向學習踏出傳統領域，豐富作品內涵，呈現東西方傳統與現代交融之特質。作品遍布南臺灣各寺廟。
陳啟村藝師有豐富授徒傳習經驗，多年開辦木雕、人才培育計畫以宣揚木雕工藝，並有學徒出師獨立開業。此外，曾與大學合作，將木工藝結合108 年國教新課綱設計高中職教案，規畫系統性的傳習內容。也陸續擔任過各藝術團體理事長，如「府城傳統藝學會」、「臺灣工藝之家協會」及「臺南美術研究會」等，2022年擔任「臺灣工藝聯盟總會」總會長，致力於推動臺灣工藝、傳統文化與技藝等跨領域之交流。

## 成就與榮譽
- 1988年，獲第三十六屆南美展「南美獎第一名」。
- 1989年，獲得第一屆奇美藝術獎。
- 1995年，獲第一屆台南市美展「府城獎」
- 1999年，獲府城傳統民間工藝展木刻版畫類第一名
- 1999年，獲得國立傳統工藝獎二等獎。
- 2007年，獲大墩工藝師獎。
- 2010年，獲臺灣工藝之家認證。
- 2010年，獲全球中華文化藝術薪傳獎[6]。
- 2019年，獲文化部文化資產局傳統木雕重要匠師保存者(人間國寶)登錄[7]。
- 2019年，榮獲臺灣木雕薪傳成就獎。
- 2020年，獲頒國家工藝成就獎。

## 作品

### 傳統雕塑
- 〈鄭成功〉[9]
- 〈天篷大元帥〉[9]
- 〈媽祖〉[10]
- 〈力士〉[10]

### 現代雕塑
- 〈窗〉[1]
- 〈新衣〉[1]
- 〈勞動者〉[10]